# Рондо
Рондо́ (фр. rondeau — «круглий») — назва строфічної організації вірша з відповідною жорсткістю форм, яка склалася у середньовічній французькій поезії, звідки поширилася на європейські літератури.
Основним вважається канонічне рондо з тринадцяти рядків на дві рими, де перший двічі повторюється на восьмому та тринадцятому, зразки якого спостерігалися у творчості К. Маро (16 ст.). Відомі також рондо з одинадцяти та п'ятнадцяти рядків («Осіннє свято» М. Рильського), а також — складне рондо з чотиривіршів із обов'язковим повторенням послідовно кожного рядка першого катрена як підсумкових рядків наступних катренів. Повторювані слова витворюють своєрідний лейтмотив рондо.
В поетичній спадщині А. Казки трапляються цікаві приклади цієї рідкісної, як на українську поезію, віршової форми — і п'ятнадцятирядкової, і складної:
Де захват мій бурхливий, наче море? …………………………а
Де перша ніжність, перше з щастям горе? ……………………а
Минуло все. Розвіялось — мов сон…      ………………………б
І хоч зривався з уст тоді прокльон,   ……………………………б
Але життя знов вабило просторе. ………………………………а
На герць я закликав: «Гей, хто поборе?!»   ……………………а
Не знаючи, що єсть життя закон,   ………………………………б
Що й дужого закутає в полон…  …………………………………б
Де захват мій?..     …………………………………………………(а)
І ти вгадаєш вже, кохання зоре? …………………………………а
Та як же віл мій в темряві розоре   ………………………………а
Належного мені лану розгон?..    …………………………………б
Де сонце мрій — життя мого вогонь? ……………………………б
Та ще про що питаєш, серце хоре, ………………………………а
— «Де захват мій?»  ………………………………………………(а)
У 14-15 ст. терміном «рондо» почасти називали тріолет.